# Telewizyjne Biuro Śledcze
Telewizyjne Biuro Śledcze – program telewizyjny o charakterze interwencyjnym, nadawany od 7 października 1997 do 23 czerwca 2003 na antenie telewizji Polsat.
Magazyn ten poświęcony był tematykom: zabójstw, osób zaginionych, kradzieży oraz tropienia przestępców poszukiwanych listem gończym. Miał na celu nie tylko rozwiązywanie spraw kryminalnych, ale także profilaktykę przestępstw. Swoją formułą nawiązywał do Magazynu Kryminalnego 997. W każdym odcinku prezentowano filmowe rekonstrukcje omawianych przestępstw, w których brali udział statyści.
Większość odcinków nagrywano w terenie. Pierwsze 12 odcinków prowadził tylko Bronisław Cieślak, następnie prowadził na zmianę z Tadeuszem Szymkowem do 27 czerwca 2001 roku. Następnie na jeden sezon (2001/2002) program przeniósł się do studia we Wrocławiu, i prowadził go duet: Bronisław Cieślak oraz wrocławski dziennikarz Wacław Sondej. Ostatnie odcinki, wracając do starej koncepcji nagrywania programów w plenerze, prowadził Karol Małcużyński. Przed wakacjami 2003 roku program został zdjęty z anteny.
Powtórki programu można było obejrzeć w Polsacie 2, w okresie od 3 września 1999 do 15 lipca 2005, oraz w Ipli.
Program najczęściej gościł na Górnym Śląsku, oraz w miastach Dolnego Śląska (Wrocław, Jelenia Góra, Wałbrzych), choć dużo odcinków nakręcono w innych regionach kraju (głównie Mazowsze, Wielkopolska i Pomorze). Tematem były głównie niewyjaśnione morderstwa, napady na placówki bankowe, pocztowe i usługowe, a także napady na kierowców tirów i taksówek.

## Spis serii
| Seria | Sezon     | Odcinki      | Premiera serii       | Finał serii         | Pora emisji                     |
| ----- | --------- | ------------ | -------------------- | ------------------- | ------------------------------- |
| 1     | 1997/1998 | 1–35 (35)    | 7 października 1997  | 16 czerwca 1998     | wtorek 21.55/22.55              |
| 2     | 1998/1999 | 36–79 (44)   | 1 września 1998      | 6 października 1998 | wtorek 21.55/22.55              |
| 2     | 1998/1999 | 36–79 (44)   | 13 października 1998 | 17 listopada 1998   | wtorek 23.55/0.05               |
| 2     | 1998/1999 | 36–79 (44)   | 25 listopada 1998    | 30 grudnia 1998     | środa 23.35/23.55               |
| 2     | 1998/1999 | 36–79 (44)   | 5 stycznia 1999      | 29 czerwca 1999     | wtorek 21.55/22.55              |
| 3     | 1999/2000 | 80–120 (41)  | 31 sierpnia 1999     | 4 lipca 2000        | wtorek 21.55/22.55              |
| 4     | 2000/2001 | 121–153 (33) | 6 września 2000      | 20 września 2000    | środa 23.55                     |
| 4     | 2000/2001 | 121–153 (33) | 27 września 2000     | 27 grudnia 2000     | środa 22.00/22.50               |
| 4     | 2000/2001 | 121–153 (33) | 2 stycznia 2001      | 27 czerwca 2001     | wtorek 23.35, środa 22.00/23.00 |
| 5     | 2001/2002 | 154–195 (42) | 6 września 2001      | 10 stycznia 2002    | czwartek 22.30                  |
| 5     | 2001/2002 | 154–195 (42) | 16 stycznia 2002     | 26 czerwca 2002     | środa 22.30                     |
| 6     | 2002/2003 | 196–235 (40) | 2 września 2002      | 23 czerwca 2003     | poniedziałek 23.35              |